# Chmielowa (obwód iwanofrankiwski)
Chmielowa (ukr. Хмелева) – wieś na Ukrainie, w  obwodzie iwanofrankiwskim, w rejonie horodeńskim, nad Dniestrem.